# Toby Hemingway
Toby Hemingway (28 de maio de 1983) é um ator britânico. Ele é provavelmente mais conhecido por seu papel como o bad boy Reid Garwin no filme de 2006 O Pacto.

## Biografia
Toby Hemingway nasceu em Brighton, na Inglaterra. Ele é um ator Inglês-Italiano, mas mudou-se para Ojai, Califórnia quando ele tinha treze anos com sua mãe, Annamaria Hemingway. Ele obteve um grau de associação em Belas Artes na Academia Americana de Artes Dramáticas em Nova York cidade em que terminou o ensino médio em 2001 na escola Laurel Springs School.
Ele mora em Los Angeles. Sua aparição mais recente foi em Banquete do Amor, que foi lançado em setembro de 2007. Atualmente, seu papel no filme Street York Shackleton está em negociações finais.
Ele é canhoto, o que tornava um pouco dificil fazer café para o filme Banquete do Amor. Seu próximo papel será em SMASH, como o americano Martin "Blaze Henderson".
A autora April Bostic disse que Toby foi sua inspiração para seu romance A Rose to The Fallen depois que ela o viu em O Pacto.
Ele fala com sotaque britânico, mas muda para sotaque americano quando filma um filme.
Toby Hemingway gravou atualmente um videoclipe com Taylor Swift, Mine, que estará no novo álbum da cantora intitulado Speak Now.

## Filmografia
| 2012             | The Finder        | Timo                          |
| 2012             | Playback (filme)  | Quinn                         |
| 2011             | Into the Darkness | Chase                         |
| 2011             | In Time           | Kors cronometrista            |
| 2010             | Black Swan        | Tom                           |
| 2010             | Mine video clipe  | Par romantico de Taylor Swift |
| 2009             | SMASH             | Blaze Henderson               |
| 2009             | Street            | Eric                          |
| 2008, 1 episódio | CSI: Miami        | Trey Holt                     |
| 2007             | Banquete do Amor  | Oscar                         |
| 2006             | O Pacto           | Reid Garwin                   |
| 2005, 1 episódio | Bones             | Tucker Pattison               |
| 2005, 1 episódio | Summerland        | Jason Warner                  |
| 2004             | Indio, USA        | Ricky                         |